# Danielle Kang
Danielle Kang, née le 20 octobre 1992 à San Francisco, est une golfeuse professionnelle américaine évoluant sur le LPGA Tour. Au cours de sa carrière, elle a notamment remporté un tournoi majeur : le Championnat de la LPGA en 2017.